# Coursetia andina
Coursetia andina är en ärtväxtart som beskrevs av Matt Lavin. Coursetia andina ingår i släktet Coursetia, och familjen ärtväxter. Inga underarter finns listade i Catalogue of Life.